# White River Bridge
Le White River Bridge est un pont en arc américain dans le comté de Pierce, dans l'État de Washington. Ce pont routier permet le franchissement de la White River par la Sunrise Road au sein du parc national du mont Rainier. Il est inscrit au Registre national des lieux historiques depuis le 13 mars 1991 et contribue par ailleurs au Mount Rainier National Historic Landmark District, un district historique établi le 18 février 1997.